# Ma'a Nonu
Ma'a Allan Nonu (Wellington, 21 maggio 1982) è un rugbista a 15 neozelandese, centro e bi-campione del mondo nel 2011 e 2015 con gli All Blacks. Dal 2025 gioca per Tolone nella Top 14.

## Biografia
Di origini samoane, Nonu frequentò il Rongotai College di Wellington, in cui si mise in luce come giovane rugbista, che rappresentò la Nuova Zelanda a livello Under-19.
Nel campionato nazionale provinciale esordì nel 2002 con la selezione di Wellington; un anno più tardi debuttò in Super Rugby con gli Hurricanes, la franchise professionistica della capitale neozelandese.
Sempre nel 2003 debuttò negli All Blacks, a Wellington contro l'Inghilterra e, con solo un test match alle spalle, fu incluso nella lista dei convocati alla Coppa del Mondo di rugby 2003 in Australia, in cui Nonu disputò solo tre incontri della fase a gironi.
Fu saltuariamente impiegato fino al 2007, quando entrò nelle preselezioni per la Coppa del Mondo in Francia, ma non entrò nella rosa dei convocati alla fase finale; tornò titolare dopo la competizione ― che vide gli All Blacks fuori dalle semifinali, eliminati dalla Francia ― a partire dal 2008.
Prese parte ai due Grandi Slam nelle Isole britanniche del 2008 e 2010, e fu titolare nella Coppa del Mondo di rugby 2011, che gli All Blacks vinsero in casa propria.
Dopo la fine del torneo, essendo già noto che il contratto con gli Hurricanes era terminato e non rinnovato, firmò un biennale con i Blues di Auckland a partire dalla stagione di Super Rugby 2012 e, nel frattempo, nell'interstagione, con i Ricoh Black Rams, formazione giapponese di Top League.
Dopo solo una stagione, tuttavia, Nonu passò a un'altra franchise neozelandese, gli Highlanders, dopo avere smentito voci di un suo passaggio al rugby a 13, nate sulla scorta di una visita dello stesso Nonu al campo d'allenamento dei Canterbury-Bankstown Bulldogs, club australiano di tale disciplina.
Tornato ai Blues nel 2014, firmò a novembre di quell'anno per un'ultima stagione in patria nuovamente negli Hurricanes contestualmente a un accordo con i francesi del Tolone a partire da dopo la Coppa del Mondo di rugby 2015; con gli Hurricanes giunse fino alla finale del Super Rugby 2015, poi venendo sconfitto dagli Highlanders; partecipò quindi alla Coppa del Mondo di rugby 2015, che fu il suo ultimo atto internazionale e si concluse con la vittoria del suo secondo titolo mondiale consecutivo.
Il 31 dicembre 2015 ricevette, per i suoi contributi alla disciplina, l'onorificenza di membro dell'Ordine al merito della Nuova Zelanda.
Nonu vanta anche due inviti nei Barbarians, uno nel 2007 e l'altro nel 2010, singolarmente entrambi in occasione di un match contro un XV del Sudafrica.

## Palmarès
- Coppe del mondo: 2
Nuova Zelanda: 2011; 2015